# Colymbetes fuscus
Colymbetes fuscus é uma espécie de inseto coleóptero pertencente à família Dytiscidae.
A autoridade científica da espécie é Linnaeus, tendo sido descrita no ano de 1758.
Trata-se de uma espécie presente no território português.